# Pazderna

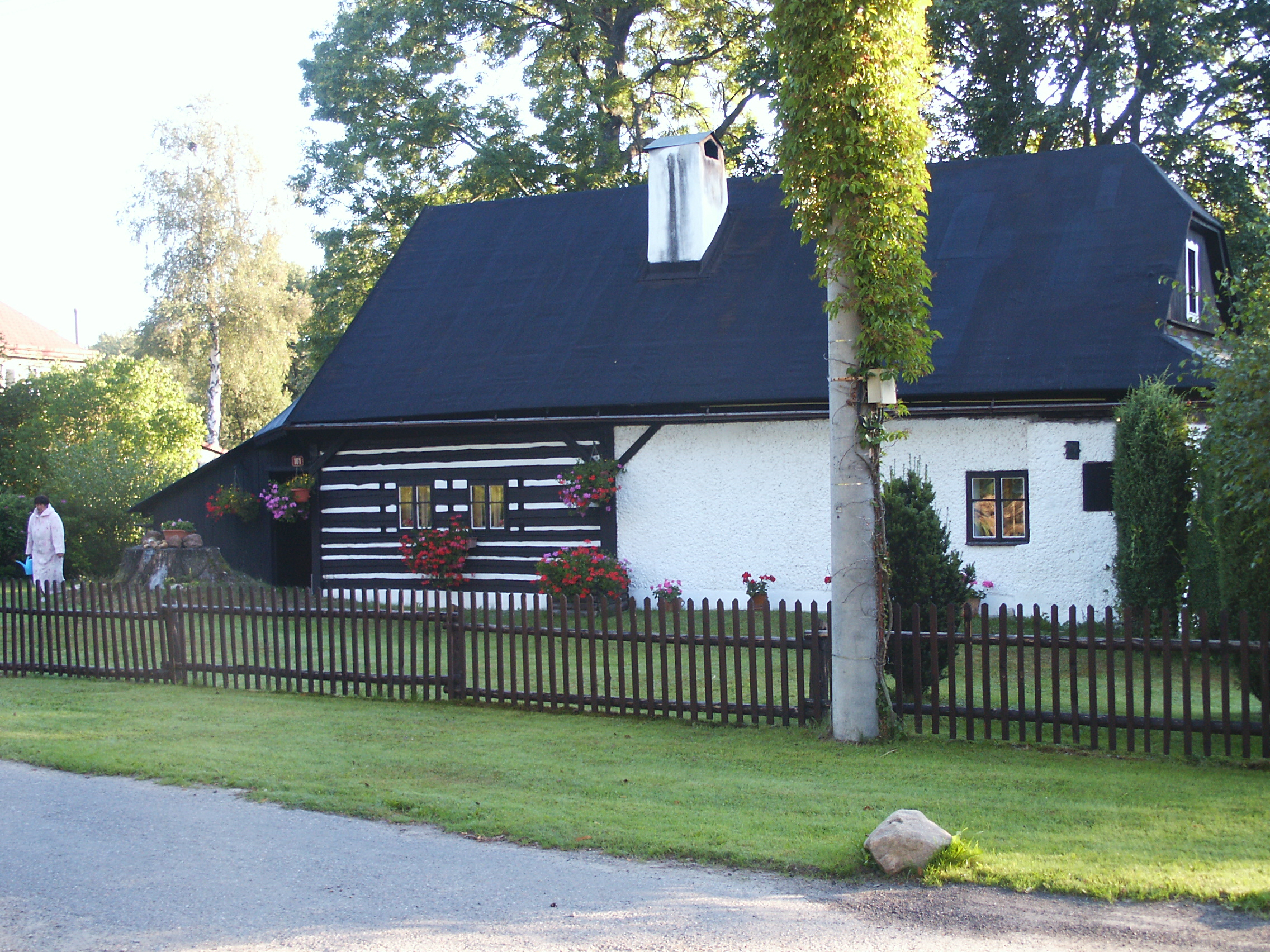
Bývalá pazderna, chráněná jako kulturní památka, v obci Borová na Svitavsku

Pazderna je venkovská budova, kde se sušily a zpracovávaly textilní rostliny, např. len či konopí (pazdeří je dřevitý odpad z jejich stonků). Protože v pazdernách bylo zvýšené nebezpečí požáru, stavěly se v určité vzdálenosti od ostatních obydlí. V pozdějších dobách tato osamocená stavení často též sloužila jako chudinská obydlí.